# Chevy Chase View (Maryland)
Chevy Chase View es un pueblo ubicado en el condado de Montgomery, Maryland, Estados Unidos. Tiene una población estimada, a mediados de 2021, de 995 habitantes.
Según el censo de 2020, en ese momento tenía una población de 1005 habitantes.

## Demografía
Según la Oficina del Censo, en 2000 los ingresos medios de los hogares eran de $120,828 y los ingresos medios de las familias eran de $139,468. Los hombres tenían unos ingresos medios de $100,000 frente a $77,899 para las mujeres. Los ingresos per cápita eran de $58,916. Alrededor del 1.1% de la población estaba por debajo del umbral de pobreza.
De acuerdo con la estimación 2016-2020 de la Oficina del Censo, los ingresos medios de los hogares y de las familias son de más de $250,000. Alrededor del 3.4% de la población está por debajo del umbral de pobreza.